# Люй Далинь
Люй Дали́нь (кит. 吕大临) по прозванию Юйшу (кит. 与叔), (1040, провинция Шэньси — 1092) — учёный-неоконфуцианец, палеограф. Вместе с Ю Цзо, Ян Ши и Се Лянцзо причислялся почитателями к «четырём учителям школы братьев Чэн».
Люй Далинь имел высшую учёную степень цзиньши, звание профессора императорской Высшей школы. Учился сначала у Чжан Цзая, затем у Чэн Хао и Чэн И. Стоял в оппозиции двору династии Северная Сун, обвиняя его в корыстолюбии и нравственном разложении. Предлагал систему отбора кандидатов на чиновничьи должности, альтернативную существовавшей экзаменационной системе: по Люй Далиню, экзаменационные испытания должны иметь в виду некоторые конкретные стандарты, которым обязана соответствовать личность чиновника, исполняющие специфические функции.
Люй Далиню принадлежит самый ранний в Китае палеографический сборник «Каогу ту» (考古圖), содержащий комментированные описания древних ритуальных бронзовых сосудов и текстов на них.
Основные философские сочинения: «Ли цзи чжуань» («Комментарии к „Ли цзи“»), «Кэ цзи мин» («Надписи о преодолении себя») и др.